# ジョン・ポンソンビー (政治家)

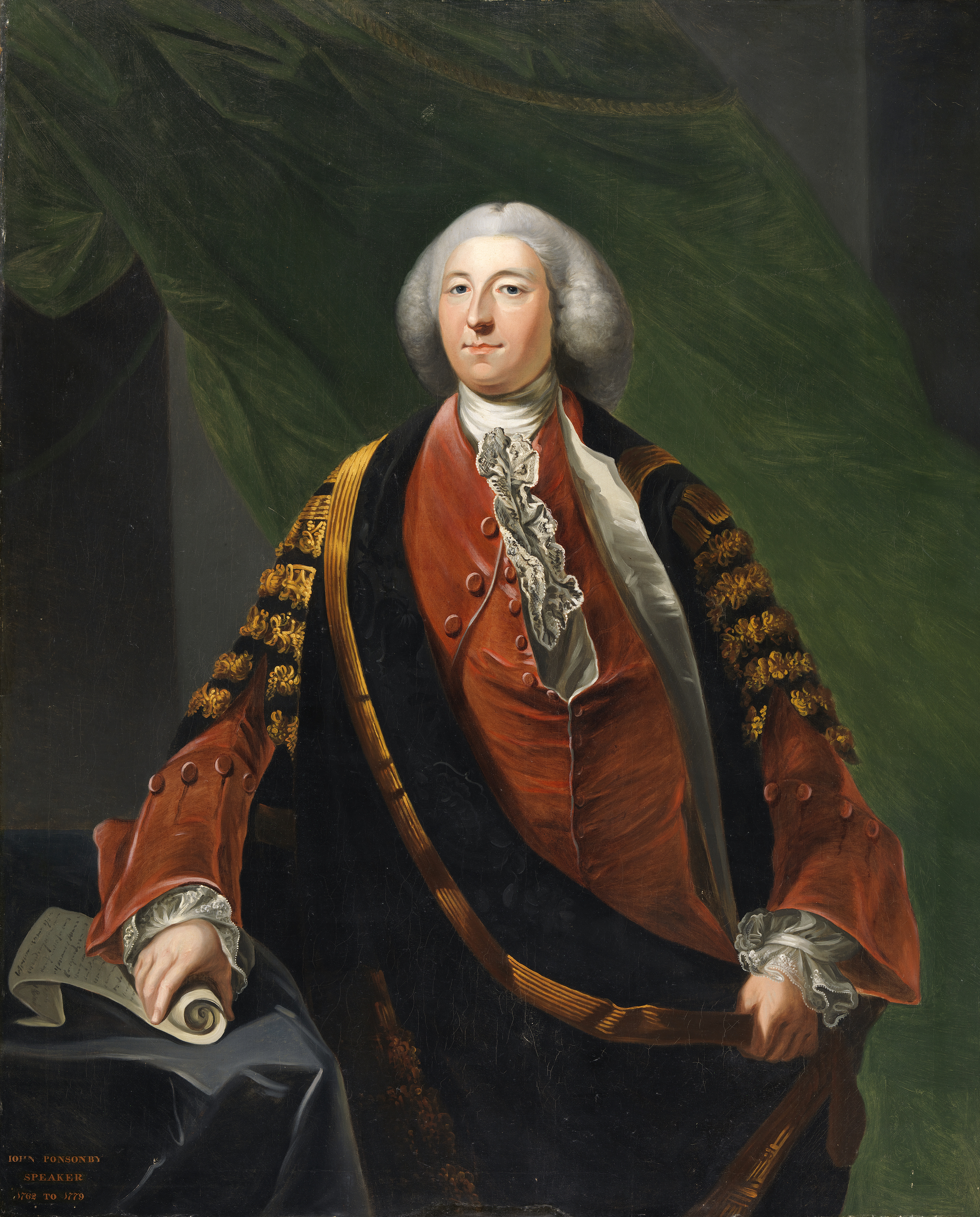
ジェイコブ・エニスによる肖像画

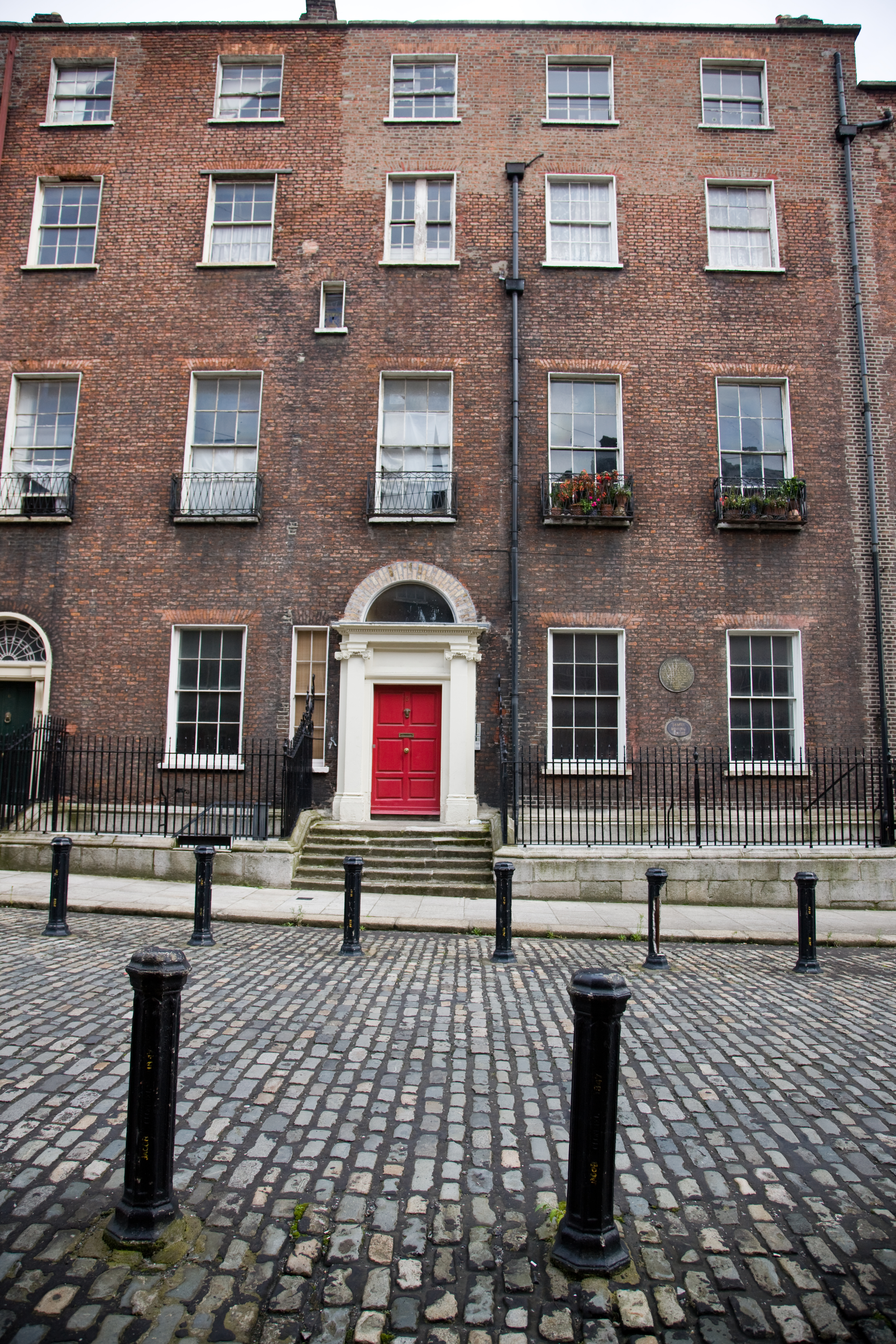
ダブリンのヘンリエッタ・ストリートにある、ポンソンビーのタウンハウス

ジョン・ポンソンビー（英語: John Ponsonby PC (Ire)、1713年3月29日 – 1787年8月16日）は、アイルランド王国の政治家。

## 生涯
ブラバゾン・ポンソンビー（1724年にダンキャノン子爵を継承、1739年にベスバラ伯爵に叙爵。1758年没）と1人目の妻サラ・マーゲッソン（Sarah Margetson）の次男として、1713年3月29日に生まれた。兄に第2代ベスバラ伯爵ウィリアム・ポンソンビーがいる。
1739年、ニュータウナーズ選挙区の庶民院議員ロバート・ジョスリンがアイルランド大法官に任命され議員を辞任すると、その補欠選挙に出馬して当選を果たした。1742年に歳入庁秘書（Secretary to the Revenue Board）になり、1744年には父の後をついで歳入庁長官（First Commissioner of the Revenue Board）に就任した（後の1771年に歳入庁長官を辞任したとき、ダブリンの商人は口をそろえてポンソンビーに感謝した）。1745年ジャコバイト蜂起では真っ先に4個騎兵中隊を招集、後に第4代チェスターフィールド伯爵フィリップ・スタンホープが国王ジョージ2世の代表としてポンソンビーの忠誠を称えた。1748年にアイルランド枢密院の枢密顧問官に任命され、1756年4月26日に全会一致でアイルランド庶民院議長に選出された。
この時代ではアイルランド総督が毎年2、3か月間しかアイルランドに滞在しないことが常態となっており、アイルランドの統治がポンソンビー家などいくつかの大家族に委ねられる状態が続いた。アイルランドにとって、この半独立状態は特に問題となることではなかったが、イングランドで任命され、「副王」と言える存在であるアイルランド総督にはそれを座視することができなかった。そのため、第4代ベッドフォード公爵（1757年から1761年までのアイルランド総督）は大家族から独立して統治しようとし、第2代ノーサンバーランド伯爵（1763年から1765年までのアイルランド総督）は大家族の力を削ごうとしたが、いずれも当時大家族の筆頭と言えるジョン・ポンソンビーの権威を揺るがすに至らなかった。1761年、アーマー・バラ選挙区とキルケニー・カウンティ選挙区の両方で当選したが、キルケニー・カウンティの代表となることを選んだ。
1767年に第4代タウンゼンド子爵がアイルランド総督に任命されたことで、状況が変わり始めた。彼は着任直後に議会で王党派の形成に腐心し、翌年には八年議会法を通過させることに成功、大家族の権力を大きく揺るがした。ポンソンビーらはタウンゼンド子爵が通過しようとした金銭法案を否決することで応じたが、ポンソンビーは即座に歳入庁長官を罷免され、さらに議会がタウンゼンド子爵への感謝動議を議決した。ポンソンビーは庶民院議長として感謝動議をタウンゼンド子爵に提出する義務があったが、それをせずに庶民院議長の辞任を選択した。議会から庶民院議長を再任されることでタウンゼンド子爵への反撃に転じる思惑だったが、エドマンド・セックストン・ペリーがかわって当選したため思惑が外れ、1776年の選挙でも返り咲きに失敗した。
晩年でも議会への影響力を維持、アイルランド愛国党を支持するようになったが、1776年の議長選挙に敗北した以降はあまり活動的ではなくなり、指導者の座を息子ジョージに譲った。1787年8月16日に死去した。

## 家族
1743年9月22日、エリザベス・キャヴェンディッシュ（Elizabeth Cavendish、1796年没、第3代デヴォンシャー公爵ウィリアム・キャヴェンディッシュの娘）と結婚、下記の子女を儲けた。
- ウィリアム（英語版）（1744年 – 1806年） - 初代ポンソンビー男爵
- キャサリン（1827年1月30日没） - 1763年12月15日、第2代シャノン伯爵リチャード・ボイルと結婚[3]
- ジョージ（英語版）（1755年 – 1817年） - アイルランド大法官
- フランシス（Frances、1757年2月18日 – 1827年5月25日） - 1774年12月13日、コーネリアス・オキャラハン（後の初代リズモア男爵）と結婚、子供あり[4]

## 関連図書
- Chisholm, Hugh, ed. (1911). "Ponsonby, John" . Encyclopædia Britannica (英語). Vol. 22 (11th ed.). Cambridge University Press. p. 62.

| アイルランド議会                                                     | アイルランド議会 | アイルランド議会                                                           |
| -------------------------------------------------------------------- | --- | -------------------------------------------------------------------------- |
| 先代 サー・ジョン・ヴェシー準男爵 ロバート・ジョスリン               | 庶民院議員（ニュータウナーズ選挙区選出） 1739年 – 1760年 同職：サー・ジョン・ヴェシー準男爵 1739年 – 1750年 シャンブレ・ブラバゾン・ポンソンビー 1750年 – 1760年                    | 次代 リチャード・ポンソンビー レッドモンド・モレス                         |
| 先代 ヘンリー・フラッド パトリック・ウェミス                         | 庶民院議員（キルケニー・カウンティ選挙区選出） 1761年 – 1783年 同職：ジェームズ・アガー 1761年 – 1776年 エドマンド・バトラー閣下 1776年 – 1779年 ジョセフ・ディーン 1779年 – 1783年 | 次代 ウィリアム・ブラバゾン・ポンソンビー ヘンリー・ウェルボア・アガー閣下 |
| 先代 エドワード・ナッチブル タヴィストック侯爵                       | 庶民院議員（アーマー・バラ選挙区選出） 1761年 同職：ロバート・カニンガム | 次代 ロバート・カニンガム バリー・マクスウェル閣下                         |
| 先代 ジョージ・ダンバー ウィリアム・ヘンリー・バートン               | 庶民院議員（ゴーラン選挙区選出） 1768年 – 1769年 同職：ジェームズ・アガー | 次代 アーサー・ブラウン ヘンリー・プリティー                               |
| 先代 リチャード・ポンソンビー レッドモンド・モレス                   | 庶民院議員（ニュータウナーズ選挙区選出） 1768年 – 1769年 同職：トマス・ル・ハント                                                                                                   | 次代 トマス・ル・ハント サー・ウィリアム・モレス準男爵                     |
| 先代 エドワード・ホーア ジェームズ・サマーヴィル                     | 庶民院議員（カーロウ・バラ選挙区選出） 1776年 同職：ジョン・プレンダーガスト | 次代 ジョン・プレンダーガスト アーサー・ドーソン                           |
| 先代 ウィリアム・ブラバゾン・ポンソンビー ロッジ・エヴァンス・モレス | 庶民院議員（ニュータウナーズ選挙区選出） 1783年 – 1787年 同職：ジョージ・ラウザー 1783年 – 1785年 サー・ウィリアム・モレス準男爵 1785年 – 1787年                                    | 次代 ヘンリー・アレクサンダー サー・ウィリアム・モレス準男爵               |
| 公職                                                                 | |                                                                            |
| 先代 ヘンリー・ボイル                                                | アイルランド庶民院議長 1756年 – 1771年 | 次代 エドマンド・セックストン・ペリー                                      |